# Netlify
Netlify és una empresa especialitzada en computació en núvol fundada el 2014|Abril 7, 2015 (public launch) que ofereix una plataforma de desenvolupament que inclou serveis de creació, implementació i backend sense servidor per a aplicacions web i llocs web dinàmics. La plataforma es basa en estàndards web oberts, cosa que permet integrar eines de creació, marcs web, API i diverses tecnologies web en un flux de treball de desenvolupador unificat.
L'empresa permet crear, desplegar i escalar llocs web els fitxers font dels quals s'emmagatzemen al sistema de control de versions Git i després es generen en fitxers de contingut web estàtic, servits mitjançant una xarxa de lliurament de contingut. La plataforma també ofereix serveis i funcions d'informàtica sense servidor i informàtica perifèrica, oferint funcions sense servidor que es controlen per versions, es construeixen i es despleguen juntament amb el codi frontal. Les funcions de Netlify s'utilitzen per crear llocs web dinàmics amb funcions interactives. La plataforma Netlify s'integra amb els connectors i les interfícies de programació d'aplicacions (API) més populars per oferir noves capacitats i casos d'ús per a projectes web.